# Cmentarz żydowski w Iłowie
Cmentarz żydowski w Iłowie – kirkut służący niegdyś żydowskiej społeczności Iłowa. Powstał pod koniec XVIII w., był położony przy obecnej ul. Gen. Włada, u wylotu ul. Leśnej. Miał powierzchnię 1,5 ha. Został zniszczony podczas II wojny światowej. Nie zachowały się na nim nagrobki.